# Polánka (Malešov)
Polánka (německy Polanka) je malá vesnice, část městyse Malešov v okrese Kutná Hora. Nachází se asi dva kilometry jihozápadně od Malešova. Prochází zde silnice II/337. V údolí jižně od Polánky protéká Košický potok, který se jihovýchodně od vsi vlévá zleva do říčky Vrchlice.
Polánka leží v katastrálním území Polánka u Malešova o rozloze 4,24 km². V katastrálním území Polánka u Malešova leží i Albrechtice.

## Historie a pamětihodnosti
Osadu Polánka založil podle pověsti Zdislav z Malešova. Název je odvozen od toho, že čtyři původní osadníci dostali od vrchnosti každý po lánu pole.

## Historie
První písemná zmínka o Polánce pochází z roku 1359, kdy byla s Malešovem prodána sedleckému klášteru, ten ale pro finanční problémy krátce nato prodal panství bohaté rodině kutnohorských měšťanů Ruthardů. Roku 1950 byla obec Polánka připojena k obci Malešov.

## Pamětihodnosti
Význačnou ukázkou lidové zemědělské architektury je památkově chráněná venkovská usedlost čp. 1. Uprostřed vesnice se nachází kříž a malá zvonička.

## Fotogalerie

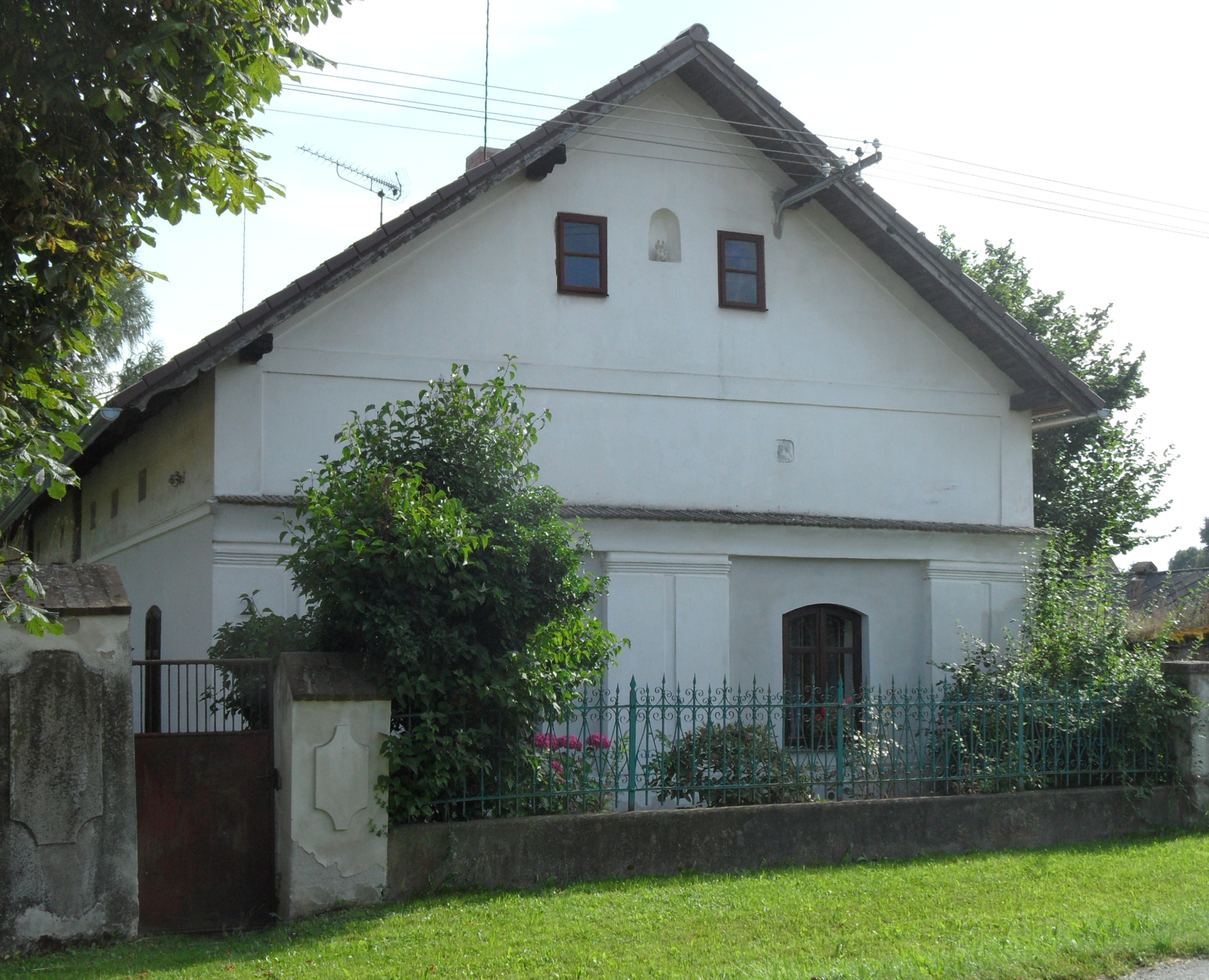
Venkovský dům
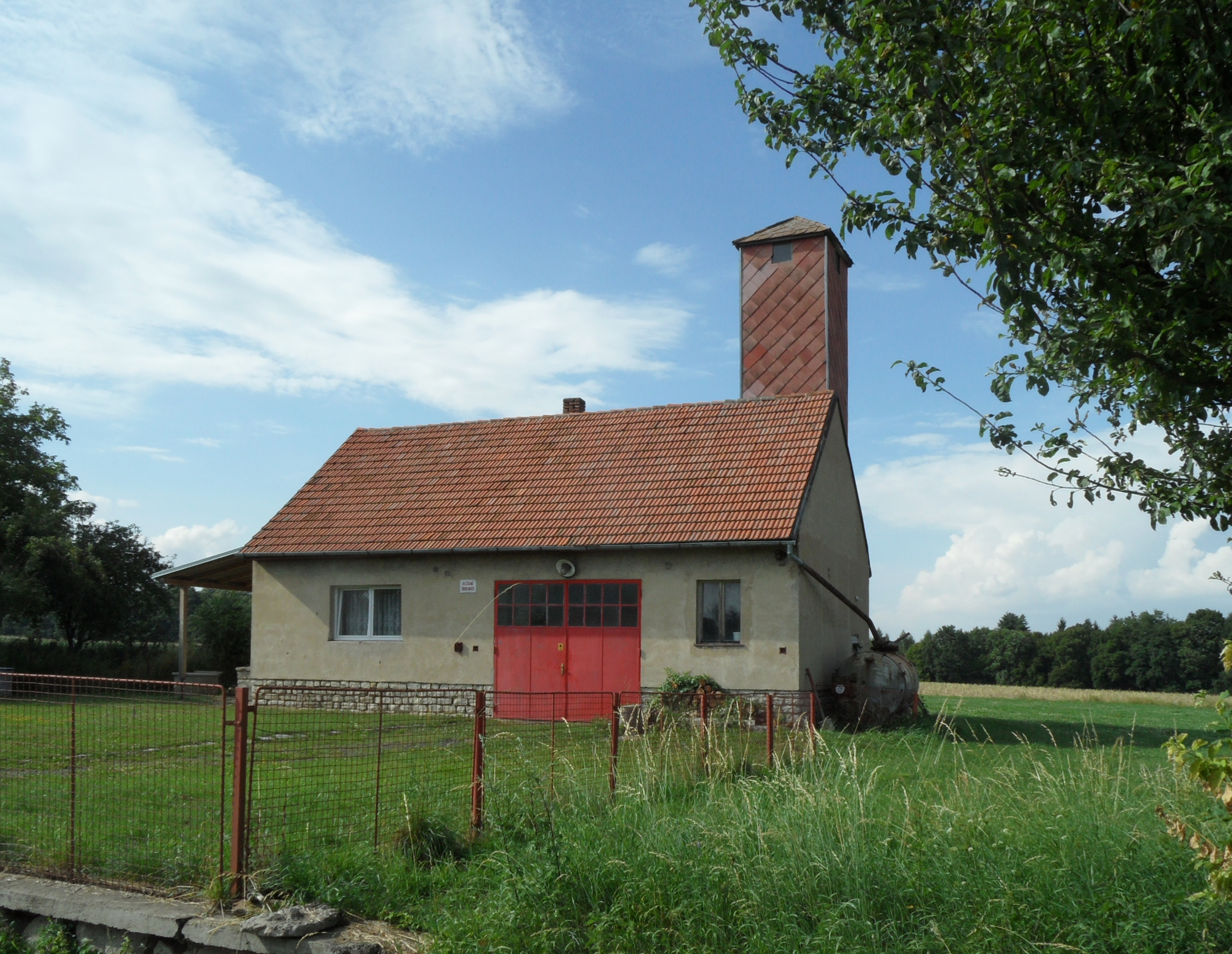
Hasičská zbrojnice
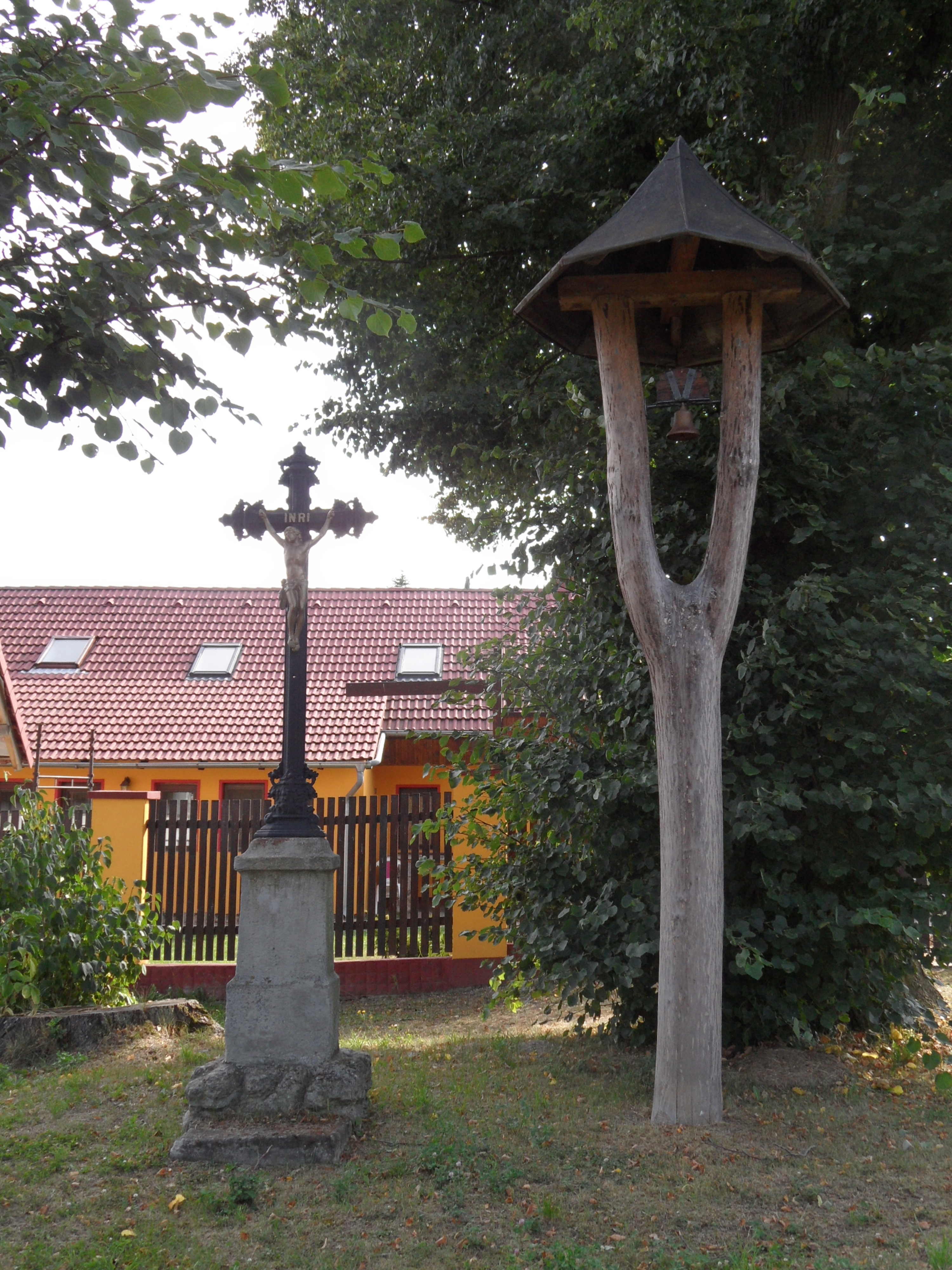
Křížek a zvonička
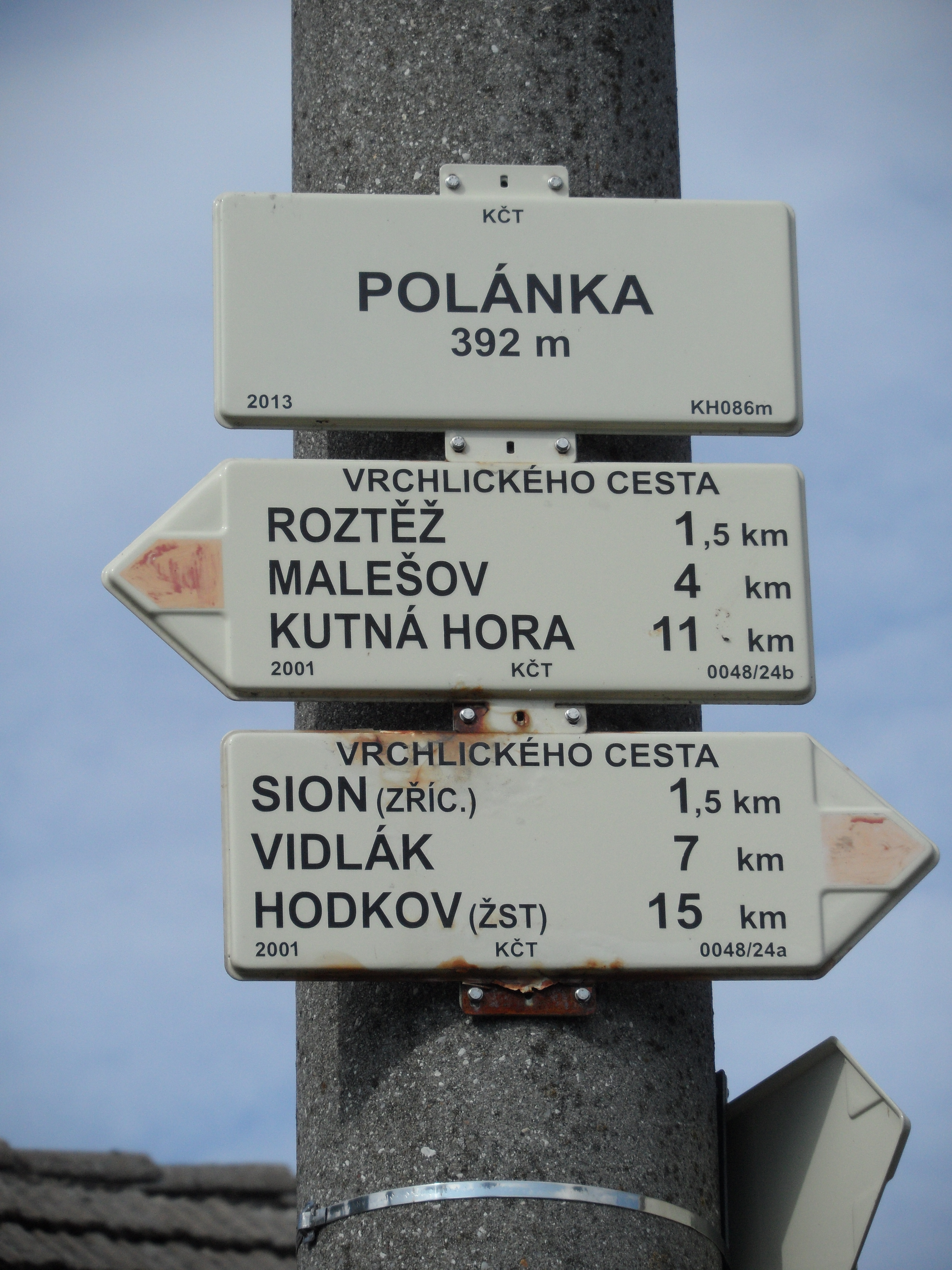
Rozcestník v obci